# Erich Franke (Maler, 1911)
Erich Franke (* 13. August 1911 in Offenbach am Main; † 5. August 2008 in Bielefeld) war ein deutscher Maler und Bühnenbildner.

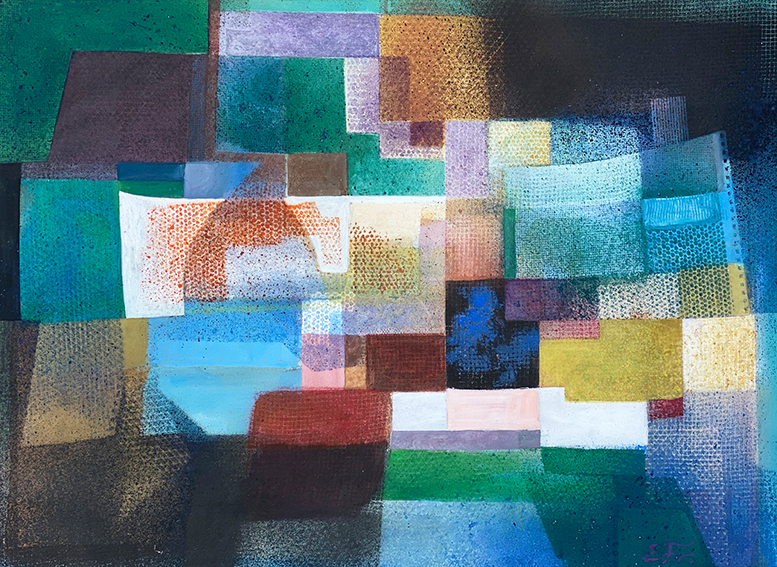
Famagusta (vor) Mauer am Hafen, 1972/73

## Leben
Frankes Vater, der bereits im Jahr 1920 starb, war Arzt, seine Mutter entstammte der deutschen Schauspieler- und Künstlerfamilie Raupp.
Im Jahr 1912 zog seine Familie nach Wiesbaden. Franke wuchs in einer humanistischen und künstlerischen Umgebung auf; in seinem Elternhaus verkehrten viele Wiesbadener Künstler der 1920er und 1930er Jahre, u. a. der Maler Alexej von Jawlensky. Weiterhin bestand ein enger Kontakt zu seinem in Offenbach am Main lebenden Großvater, einem Theaterschriftsteller und Meininger Hofschauspieler.
Nach Internatsaufenthalt wechselte er im Jahr 1926 in das humanistische Gymnasium in Wiesbaden. Erste abstrakte Collagen entstanden, die später mit den Bewerbungsunterlagen für die Kunstgewerbeschule in Wiesbaden eingereicht wurden.
Nach dem Abitur und der Aufnahme in die Kunstgewerbeschule in Wiesbaden begann er im Jahr 1930 sein Studium bei Otto Fischer-Trachau. Er belegte die Fächer Malerei, Innenarchitektur, Werbegrafik und Mode. Seine ersten Kostümentwürfe wurden umgesetzt und erhielten diverse Preise.
Im Jahr 1934 begann er eine Ausbildung zum Bühnen- und Kostümbildner am Staatstheater in Wiesbaden und richtete anschließend in Wiesbaden ein Atelier ein. Lothar Schenck von Trapp machte Franke später zu seinem Assistenten.
Im Jahr 1939 wurde Franke als Bühnenbildner in Heidelberg engagiert. Das Atelier in Wiesbaden behielt er bei; es entstanden weitere Entwürfe für die Inszenierungen in Heidelberg.
Bei einem Bombenangriff auf Wiesbaden im Jahr 1944 wurde das Atelier zerstört und ein Großteil seines malerischen Frühwerks und seiner Inszenierungen gingen verloren. Bis zur Schließung der Theater pendelte er weiter zwischen Heidelberg und Offenbach am Main, wo ein Teil seiner neuen Entwürfe entstand. Ein Jahr später wurde er zum Kriegsdienst eingezogen und geriet in sowjetische Gefangenschaft, aus der er im Jahr 1946 entlassen wurde. Anschließend nahm er seine künstlerische Tätigkeit mit abstrakten Nachkriegsbildern und Collagen wieder auf.
Im Rahmen der „Musika Viva Tage“ 1949 in Heidelberg wurde parallel zur Uraufführung der Werke von Hans Werner Henze, mit dem Franke befreundet war, die erste Ausstellung mit seinen abstrakten Werken eröffnet.
Franke nahm seine Tätigkeit als Bühnenbildner wieder auf und in den folgenden Jahren entstanden Bühnenbilder und Kostümentwürfe u. a. für die Theater in Karlsruhe, Baden-Baden, Mannheim, Heidelberg und Bruchsal.
Franke wurde im Jahr 1954 in die Staatliche Akademie der Bildenden Künste Karlsruhe aufgenommen und studierte bei Karl Hubbuch und Otto Laible.

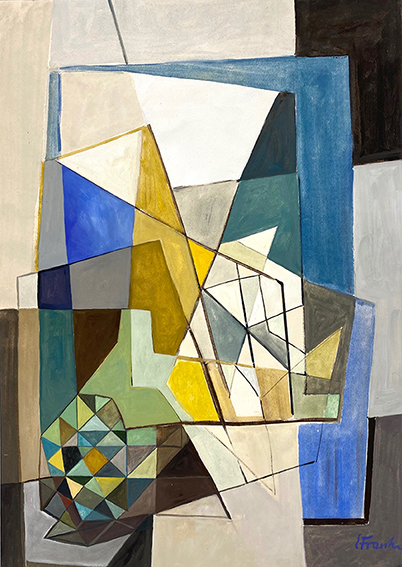
Glashaus-Studio, 1957

Im Jahr 1958 heiratete er seine Frau Anneliese und gab seine Tätigkeit als Bühnenbildner auf. Bis zu diesem Zeitpunkt entstanden für über 200 Inszenierungen die Bühnenbilder und mehrere hundert Kostümentwürfe. Er arbeitete nun als freischaffender Künstler. Das Paar zog nach Uelzen.
Im Jahr 1959 wurde Franke Mitglied im „Priessecker Kreis“. Verschiedene Einzel- und Gruppenausstellungen in Hamburg, Hannover und im norddeutschen Raum folgten.
An seinem 50. Geburtstag wurde die Berliner Mauer errichtet. Unter den Eindrücken dieses Ereignisses und seinen Folgen entstand eine Reihe von Schwarz/Weiß-Arbeiten, die sich mit der Grenze und dem Zonenrandgebiet beschäftigten.
Im Jahr 1963 gründete Franke die Gruppe „G“, eine Vereinigung von Künstlern, deren Ziel es war, sich bildnerisch mit der Errichtung der Mauer und der Teilung Deutschlands auseinanderzusetzen. Diverse Ausstellungen der Gruppe „G“ im norddeutschen Raum folgten.
Franke reiste im Jahr 1972 nach Zypern, wo er die Teilung des Landes miterlebte. Aus diesen Eindrücken heraus entstand der Zyklus der Zypernbilder.
Im Jahr 1981 erfolgte ein Umzug nach Bielefeld und die Einrichtung eines neuen Ateliers. Im Jahr 1982 fertigte er für Udo Zimmermann seinen letzten Bühnenbildentwurf, für dessen Oper „Die wundersame Schusterfrau“, an. Im Jahr 1983 lernte er die in Wiesbaden lebende Galeristin Christa Moering kennen, die ihn mit einer Werkschau in ihrer Galerie ehrte.
Ein Großteil seines persönlichen Bühnenarchivs wurde im Jahr 1992 an das „Theaterwissenschaftliche Institut“ in Köln übergeben.
Am 5. August 2008 starb Franke in seinem Atelier in Bielefeld.

## Ausstellungen
- 1949: Musica Viva Heidelberg
- 1960: Kunstverein Hannover
- 1961: Kunstverein Hannover
- 1962: Kunstvereinigung Uelzen
- 1963: Lichtwarkhaus Hamburg
- 1963: Musiktage Hitzacker
- 1963: Kunstvereinigung Uelzen
- 1965: Roemer-Pelizaeus-Museum Hildesheim
- 1966: Kunstforum Görde – Jagdschloss Göhrde
- 1967: Kunstforum Göhrde – Jagdschloss Göhrde
- 1968: Lichtwarkhaus in Hamburg
- 1968: Orangerie Hannover-Herrenhausen
- 1970: Kunstforum Göhrde – Gruppenausstellung deutscher und niederländischer Künstler
- 1970: Staatl. Ingenieur Akademie Suderburg
- 1970: BBK Uelzen
- 1971: Orangerie Hannover-Herrenhausen
- 1973: BBK – NW Bois-Guillaume
- 1973: Hamburg-Haus Eimsbüttel
- 1976: Gemeinschaftsausstellung im Kunstverein Hannover
- 1979: Werkschau im Kunstverein Gütersloh
- 1985: Werkschau in Wiesbaden – Galerie Christa Moering
- 1991: Werkschau in Münster/Westfalen – Volkshochschule
- 2017: Haus der Stadtgeschichte (Offenbach am Main): Retrospektive Erich Franke[1]
- 2019 Kunstraum Bernusstraße Frankfurt am Main mit Arbeiten ab 1945[2]
- 2020: Salongalerie Die Möwe, Berlin: Raumkaskaden
- 2021: Salongalerie Die Möwe, Berlin: FarbFormFantasien (mit Erwin Hahs Gerhart Hein, Curt Lahs und Heinrich Wildemann)
- 2023: Kunstarche e. V., Wiesbaden: Die Kunstgewerbeschule Wiesbaden 1918–1933 (mit Prof. Otto Fischer-Trachau und Prof. Franz Georg Böttiger)